# Neocrepidodera interpunctata
Neocrepidodera interpunctata är en skalbaggsart som först beskrevs av Victor Ivanovitsch Motschulsky 1859.  Neocrepidodera interpunctata ingår i släktet Neocrepidodera, och familjen bladbaggar. Arten är reproducerande i Sverige.